# Jason Lamy-Chappuis
Jason Lamy-Chappuis [džejsn lami šapui] (* 9. září 1986, Missoula, Montana, USA) je francouzský sdruženář. 
Narodil se v USA, kde také s lyžováním začal. V průběhu dětství se s rodiči přestěhoval do Francie. V roce 2010 se stal olympijským vítězem, o rok později vyhrál také mistrovství světa. Dvakrát se stal celkovým vítězem světového poháru.

## Největší úspěchy

### Olympiáda
- Zimní olympijské hry 2010 ve Vancouveru: 1. místo v individuálním závodě (střední můstek + 10 km)

### Mistrovství světa
- MS v klasickém lyžování 2009 v Liberci: 3. místo v závodě s hromadným startem (10 km + střední můstek) a v individuálním závodě (velký můstek + 10 km)
- MS v klasickém lyžování 2011 v Oslo: 1. místo v individuálním závodě (velký můstek + 10 km)

### Světový pohár

#### Celkové hodnocení SP
- 2006/07 – 2. místo
- 2009/10 – 1. místo
- 2010/11 – 1. místo

#### Vítězství v závodě SP
| 19. března 2006    | Sapporo     | HS134 + 15 km  |
| 25. listopadu 2006 | Kuusamo     | HS142 + 15 km  |
| 18. března 2007    | Oslo        | HS128 + 7,5 km |
| 5. ledna 2008      | Schonach    | HS96 + 7,5 km  |
| 27. ledna 2008     | Seefeld     | HS100 + 7,5 km |
| 28. listopadu 2009 | Kuusamo     | HS142 + 10 km  |
| 5. prosince 2009   | Lillehammer | HS140 + 10 km  |
| 18. prosince 2009  | Ramsau      | HS98 + 10 km   |
| 19. prosince 2009  | Ramsau      | HS98 + 10 km   |
| 23. ledna 2010     | Schonach    | HS96 + 10 km   |
| 14. března 2010    | Oslo        | HS134 + 10 km  |
| 26. listopadu 2010 | Kuusamo     | HS142 + 10 km  |
| 5. prosince 2010   | Lillehammer | HS138 + 10 km  |
| 15. ledna 2011     | Seefeld     | HS109 + 10 km  |
| 23. ledna 2011     | Chaux-Neuve | HS118 + 10 km  |